# ديفيد بانكس (لاعب كريكت)
ديفيد بانكس (من مواليد 11 يناير عام 1961، في المملكة المتحدة - ) (بالإنجليزية: David Banks)‏ هو لاعب كريكت بريطاني. لعب مع نادي مقاطعة ورسسترشاير للكريكيت ‏ ونادي وارويكشاير للكريكيت ‏ ونادي مقاطعة ستافوردشاير للكريكت ‏.

## وصلات خارجية
- دايفيد بانكس على موقع إي آس بي آن كريك إنفو (الإنجليزية)